# Hermann Ebel (Keltologe)
Hermann Wilhelm Ebel (* 10. Mai 1820 in Berlin; † 19. August 1875 in Misdroy) war ein deutscher Keltologe und Indogermanist.

## Leben
Ebel besuchte von 1831 bis 1836 das Gymnasium zum Grauen Kloster in Berlin. Er zeigte früh eine Begabung zum Studium der Sprachen und begeisterte sich für Musik und Poesie. Noch im selben Jahr, in dem er die Schule beendet hatte, immatrikulierte er sich an der Humboldt-Universität für die Fächer Geschichte und Klassische Philologie. In letzterem wurde er Schüler von August Boeckh. Zwei Jahre später wechselte Ebel im Frühjahr 1838 an die Universität nach Halle/Saale; zu August Friedrich Pott, wo er Vergleichende Sprachwissenschaft studierte. Er kehrte 1839 an die Universität Berlin zurück und beendet sein Studium 1842 mit einer Promotion beim Sprachwissenschaftler Franz Bopp.
Gefördert durch seine Lehrer, bekam Ebel bereits im darauffolgenden Jahr eine Anstellung als Lehrer am französischen Gymnasium von Berlin. Später wechselte er an das Cöllnische Gymnasium. Um das Jahr 1847 begann er auch die altpersische Sprache zu studieren. 1852 wurde Ebel als Lehrer an die Schwarzbachsche Höhere Lehranstalt in Ostrowo bei Filehne berufen. Hier blieb er für sechs Jahre. In dieser Zeit begann sein Studium der altslawischen und keltischen Sprachen. 1858 wurde er an das Gymnasium von Schneidemühl versetzt, wo er zehn Jahre lang als Professor unterrichtete. 1869 wurde er zum korrespondierenden Mitglied der Preußischen Akademie der Wissenschaften gewählt. 1872 wurde er zum ordentlichen Professor ernannt und kehrte als Dozent für vergleichende Sprachwissenschaften zurück an die Universität Berlin; damit wurde Ebel fünf Jahre nach dem Tod Franz Bopps dessen Nachfolger. Er führte zunächst zahlreiche Untersuchungen zur griechischen und lateinischen Etymologie, zu den altitalischen Dialekten, zur gotischen und althochdeutschen Sprache durch, die er seit 1852 in Adalbert Kuhns Zeitschrift für vergleichende Sprachforschung auf dem Gebiete des Deutschen, Griechischen und Lateinischen veröffentlichte. In Kuhns und August Schleichers Beiträgen zur vergleichenden Sprachforschung wurden ebenfalls Aufsätze von ihm abgedruckt. 1866 kam die Schrift De verbi britannici futuro ac conjunctivo heraus. Er befasste sich ausgiebig mit etymologischen und grammatischen Fragen des indogermanischen Sprachgebiets, namentlich aus dem Bereich der keltischen Sprachen. Seine diesbezüglichen Arbeiten wurden 1863 unter dem Titel Celtic studies ins Englische übersetzt. An der Vollendung eines ausführlichen altirischen Wörterbuchs wurde er durch den Tod gehindert. Durch Ebel wurde die von Bopp und Johann Kaspar Zeuß begründete wissenschaftliche Erforschung des Keltischen im Vergleich zu den anderen indogermanischen Sprachen erweitert und vertieft.
Im Alter von 55 Jahren starb Ebel im Ostseebad Misdroy auf der Insel Wolin an einem Herzinfarkt.

## Publikationen (Auswahl)
Als Ebels Hauptwerk wird seine Neubearbeitung der Grammatica celtica von Johann Kaspar Zeuß angesehen, die 1871 in Berlin erschien.
- De Zanclensium Messaniorumque rebus gestis ac conditione. Humboldt Universität, Berlin 1842 (Latein, Dissertation).
- Über die Lehnwörter der deutschen Sprache (= Programm, Lehr- und Erziehungs-Institut, Ostrowo bei Pilehne). Trowitzsch und Sohn, Berlin 1856.
- De verbi britannici futuro et conjuctivo. Schneidemuehl 1866 (Latein, Programm – Städtisches Progymnasium).
- De supremis Zeussii curis positis in Grammatica Celtica. Schneidemühl 1869.
- Indogermanische Chrestomathie: Schriftproben und Lesestücke mit erklärenden Glossaren zu August Schleichers Compendium der vergleichenden Grammatik der indogermanischen Sprachen. Bearbeitet von H. Ebel, A. Leskien, Johannes Schmidt. Hermann Böhlau, Weimar 1869 (archive.org).

## Auszeichnungen
- 1869: Förderpreis der Bopp-Stiftung
- 4. November 1869: Korrespondierendes Mitglied der philosophisch-historischen Klasse der Akademie der Wissenschaften[4]